# Меховиці-Дуже
Меховиці-Дуже (пол. Miechowice Duże) — село в Польщі, у гміні Бжешць-Куявський Влоцлавського повіту Куявсько-Поморського воєводства.
Населення — 89 осіб (2011).
У 1975-1998 роках село належало до Влоцлавського воєводства.

## Демографія
Демографічна структура станом на 31 березня 2011 року:
|          | Загалом | Допрацездатний вік | Працездатний вік | Постпрацездатний вік |
| -------- | ------- | ------------------ | ---------------- | -------------------- |
| Чоловіки | 46      | 7                  | 33               | 6                    |
| Жінки    | 43      | 10                 | 25               | 8                    |
| Разом    | 89      | 17                 | 58               | 14                   |